# Nordazepam
Nordazepam (INN; được bán dưới tên thương hiệu Nordaz, Stilny, Madar, Vegesan và Calmday; còn được gọi là nordiazepam, desoxydemoxepam và desmethyldiazepam) là một dẫn xuất 1,4-benzodiazepine. Giống như các dẫn xuất của benzodiazepine khác, nó có tác dụng mất trí nhớ, chống co giật, giải lo âu, giãn cơ và an thần. Tuy nhiên, nó được sử dụng chủ yếu trong điều trị rối loạn lo âu. Nó là một chất chuyển hóa hoạt động của diazepam, chlordiazepoxit, clorazepate, Prazepam, pinazepam, và medazepam.
Nordazepam là một trong những loại thuốc benzodiazepin tồn tại lâu nhất (thời gian bán hủy dài nhất) và sự xuất hiện của nó như là một chất chuyển hóa chịu trách nhiệm cho hầu hết các tác dụng phụ tích lũy của vô số các loại thuốc pro khi chúng được sử dụng nhiều lần với liều cao vừa phải; chất chuyển hóa nordazepam oxazepam cũng hoạt động (và là một chất chủ vận BZD đầy đủ, mạnh hơn), góp phần vào tác dụng phụ tích lũy nordazepam nhưng xảy ra quá ít để góp phần vào tác dụng phụ tích lũy của thuốc nordazepam (trừ khi chúng bị lạm dụng mãn tính với liều siêu trị liệu).

## Tác dụng phụ
Các tác dụng phụ thường gặp của nordazepam bao gồm buồn ngủ, thường gặp ở bệnh nhân cao tuổi và/hoặc người dùng chế độ điều trị liều cao. Hypotonia, ít phổ biến hơn, cũng liên quan đến liều cao và/hoặc tuổi già.

## Chống chỉ định và đặc biệt thận trọng
Benzodiazepines đòi hỏi biện pháp phòng ngừa đặc biệt nếu được sử dụng ở người già, trong khi mang thai, ở trẻ em, cá nhân rượu hoặc ma túy phụ thuộc và các cá nhân có kèm theo rối loạn tâm thần. Cũng như nhiều loại thuốc khác, những thay đổi trong chức năng gan liên quan đến lão hóa hoặc các bệnh như xơ gan, có thể dẫn đến suy giảm khả năng thanh thải của nordazepam.

## Dược lý
Nordazepam là một chất chủ vận từng phần tại thụ thể GABA <sub id="mwJw">A</sub>, làm cho nó ít mạnh hơn các loại thuốc benzodiazepin khác, đặc biệt là trong các tác dụng làm mất trí nhớ và thư giãn cơ bắp. Nửa đời thải trừ của nó là từ 36 đến 200 giờ, với sự khác biệt lớn giữa các cá nhân; các yếu tố như tuổi tác và giới tính được biết là tác động đến nó.  Sự thay đổi của nửa đời được báo cáo là do sự khác biệt trong chuyển hóa nordazepam và các chất chuyển hóa của nó là nordazepam được hydroxyl hóa thành các chất chuyển hóa hoạt động như oxazepam, trước khi cuối cùng được glucuronid hóa và bài tiết qua nước tiểu. Điều này có thể được quy cho các chức năng chuyển hóa ở gan và thận rất khác nhau giữa các cá nhân tùy thuộc vào một số yếu tố (bao gồm tuổi tác, dân tộc, bệnh và việc sử dụng / lạm dụng thuốc/thuốc khác hiện tại hoặc trước đây).

## Bà mẹ mang thai và cho con bú
Nordazepam, giống như các thuốc benzodiazepin khác, dễ dàng vượt qua hàng rào nhau thai, vì vậy không nên dùng thuốc trong ba tháng đầu của thai kỳ. Trong trường hợp vì lý do y tế nghiêm trọng, nordazepam có thể được dùng trong thai kỳ muộn, nhưng thai nhi, do tác dụng dược lý của thuốc, có thể gặp tác dụng phụ như hạ thân nhiệt, hạ huyết áp và đôi khi suy hô hấp nhẹ. Vì nordazepam và các loại thuốc benzodiazepin khác được bài tiết qua sữa mẹ, nên không nên dùng chất này cho các bà mẹ đang cho con bú. Ngừng cho con bú được chỉ định cho mẹ ăn thường xuyên.

## Sử dụng giải trí
Nordazepam và các thuốc an thần - thôi miên khác được phát hiện thường xuyên trong trường hợp những người nghi ngờ lái xe dưới ảnh hưởng của thuốc. Nhiều người lái xe có nồng độ trong máu vượt xa phạm vi liều điều trị, cho thấy các thuốc benzodiazepin thường được sử dụng với liều cao hơn liều khuyến cáo.